# Anomala furcula
Anomala furcula är en skalbaggsart som beskrevs av Ohaus 1916. Anomala furcula ingår i släktet Anomala och familjen Rutelidae. Inga underarter finns listade i Catalogue of Life.